# Набережне (Беїмбета Майліна район)
На́бережне (каз. Набережный) — село у складі району Беїмбета Майліна Костанайської області Казахстану. Адміністративний центр Набережного сільського округу.
Населення — 263 особи (2021; 279 у 2009, 433 у 1999, 458 у 1989).